# Myggenäs
Myggenäs è un'area urbana della Svezia situata nel comune di Tjörn, contea di Västra Götaland.
La popolazione rilevata nel censimento 2010 era di 1 230 abitanti .